# Rafael Lozano Serrano
Rafael Lozano Serrano (Córdoba, 27 de diciembre de 2004) es un deportista español que compite en boxeo. Es hijo del también boxedor Rafael Lozano Muñoz.
Ganó una medalla de bronce en el Campeonato Europeo de Boxeo Aficionado de 2024, en el peso mosca. En categoría juvenil, ganó una medalla de bronce en el Campeonato Mundial Júnior de 2020 y una medalla de oro en el Campeonato Europeo Júnior de 2021.

## Palmarés internacional
| Campeonato Europeo | Campeonato Europeo | Campeonato Europeo | Campeonato Europeo |
| Año                | Lugar              | Medalla            | Categoría          |
| ------------------ | ------------------ | ------------------ | ------------------ |
| 2024               | Belgrado (Serbia)  | Medalla de bronce  | 51 kg              |